# Marx Dormoy (Métro Paris)

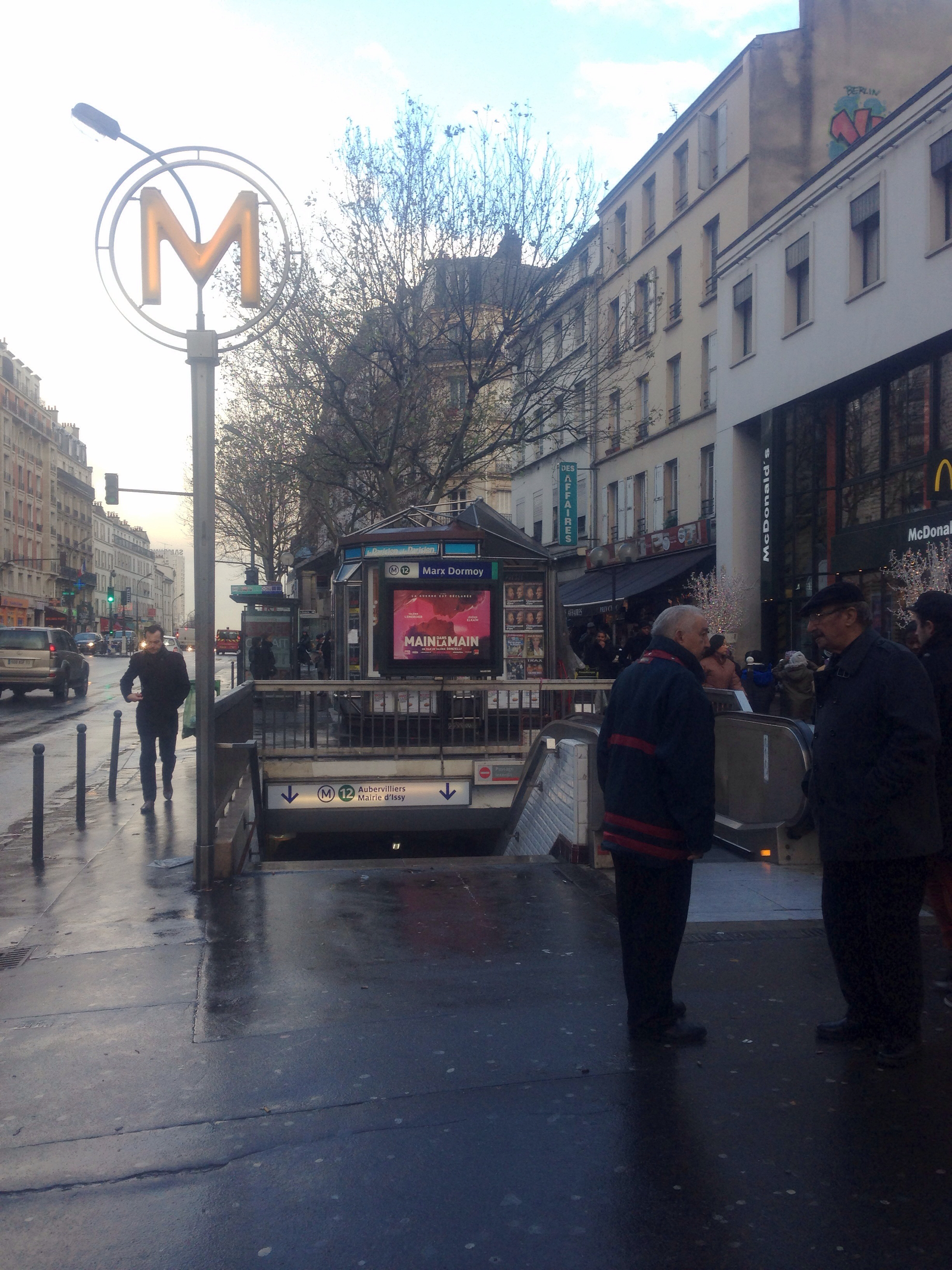
Zugang in der Rue de la Chapelle

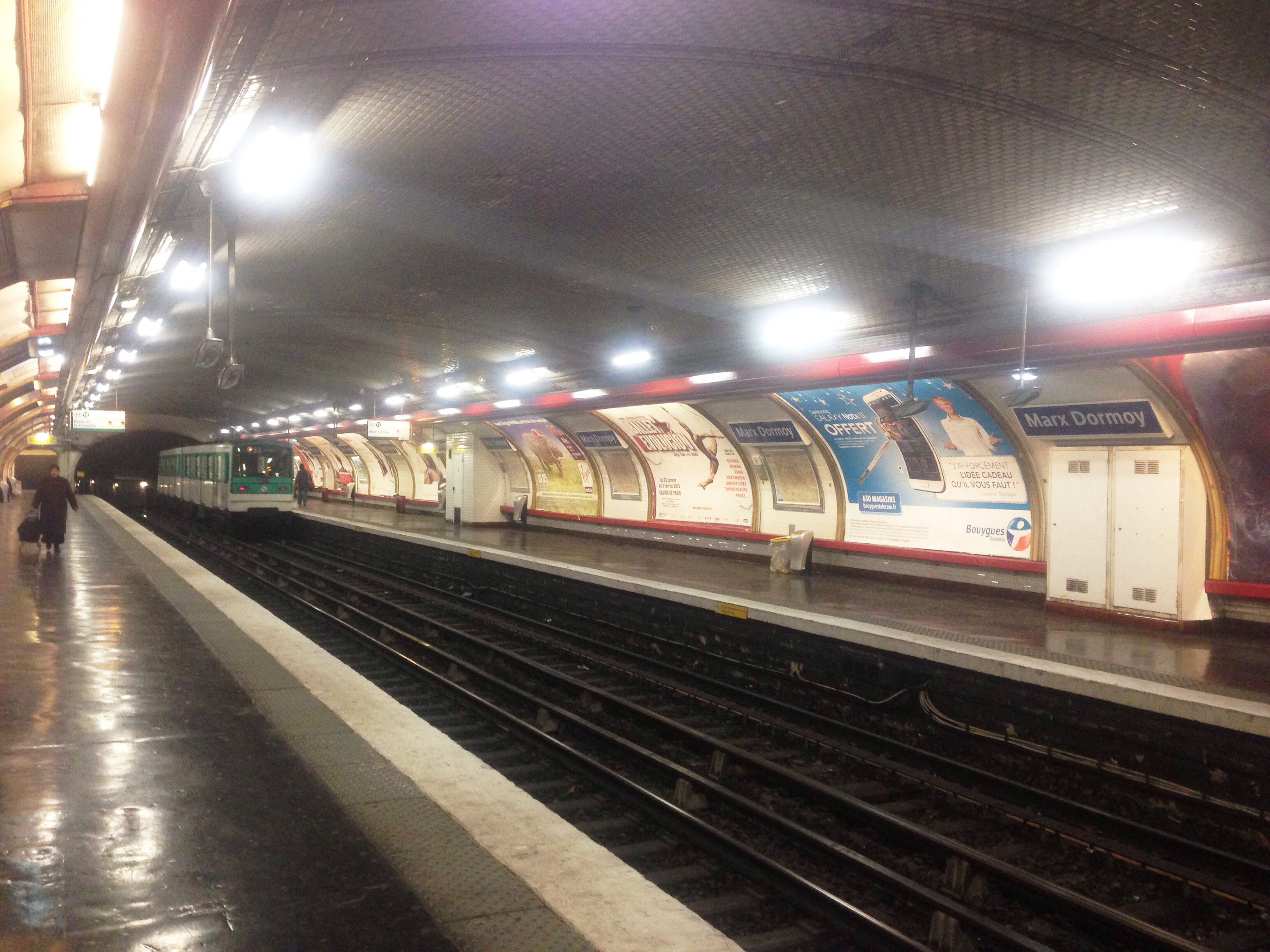
Station mit Wandverkleidungen aus den 1960er Jahren und ausfahrendem Zug der Baureihe MF 67

Der U-Bahnhof Marx Dormoy [maʁks dɔʁmwa] ist eine unterirdische Station der Linie 12 der Pariser Métro.

## Lage
Die Station befindet sich an der Grenze des Quartier de La Chapelle mit dem Quartier de la Goutte-d’Or im 18. Arrondissement von Paris. Sie liegt längs unter der Rue de la Chapelle nördlich der Rue Ordener und der Rue Riquet.

## Name
Den Namen gibt der südlich folgende Abschnitt der ehemaligen Rue de la Chapelle, der 1946 in Rue Marx Dormoy umbenannt wurde. Der sozialistische Politiker Marx Dormoy (1888–1941) war 1936/37 Innenminister der Volksfrontregierung unter Léon Blum. Als solcher verfolgte er die rechtsextreme Gruppe Comité secret d’action révolutionnaire („La Cagoule“). Während der Herrschaft des Vichy-Regimes stand er in Montélimar unter Hausarrest und wurde dort 1941 – vermutlich von ehemaligen Cagoule-Mitgliedern – ermordet.
Nach der ebenfalls dort beginnenden Rue de Torcy hieß die Station bis zum 1. Mai 1946 „Torcy“. Jean-Baptiste Colbert, marquis de Torcy (1665–1746) war unter Ludwig XIV. Diplomat und Außenminister.

## Geschichte und Beschreibung
Die Linie 12 wurde als Linie A von der Société du chemin de fer électrique souterrain Nord-Sud de Paris (Nord-Sud) gebaut und bis 1930 von ihr betrieben. Am 23. August 1916 wurde die Station Torcy eröffnet, als die nördliche Verlängerung der Linie von Jules Joffrin bis Porte de la Chapelle in Betrieb genommen wurde. Nachdem die Nord-Sud 1930 in der bislang konkurrierenden Compagnie du chemin de fer métropolitain de Paris (CMP) aufgegangen war, wurde am 27. März 1931 die Linie A in Linie 12 umbenannt.
Unter einem elliptischen Gewölbe liegen zwei Seitenbahnsteige an zwei Streckengleisen. Die Station weist die ursprüngliche Pariser Standardlänge von 75 m, ausreichend für Fünf-Wagen-Züge, auf. Wegen der zunächst auf den Strecken der Nord-Sud vorhandenen Oberleitung ist sie geringfügig höher als die unter ähnlichen Gewölben liegenden CMP-Stationen. Anders als bei den von der CMP errichteten Stationen folgen die Seitenwände nicht der Krümmung der Ellipse, sondern verlaufen im unteren Bereich senkrecht. Wie die anderen U-Bahnhöfe der Nord-Sud wurde die Station etwas prunkvoller als die Stationen der CMP gestaltet. In den 1960er Jahren wurden die Seitenwände verkleidet.
Der einzige Zugang befindet sich in der Rue de la Chapelle nahe der Einmündung der Rue Riquet. Er hat eine aufwärtsführende Rolltreppe und ist durch einen Mast markiert, der ein gelbes „M“ in einem Doppelkreis trägt.
Südlich der Station biegt die Strecke in einer engen 90-Grad-Kurve unter die Rue Ordener ein, hinter ihrem Nordkopf liegt ein einfacher Gleiswechsel.

## Fahrzeuge
Auf der Linie 12 verkehrten zunächst Züge der Nord-Sud-Bauart Sprague-Thomson, die sich in mehreren Punkten von den Sprague-Thomson-Fahrzeugen der CMP unterschieden. Auffallendes Merkmal war die Stromversorgung des führenden Triebwagens mittels eines Pantographen. Nach der Übernahme der Nord-Sud durch die CMP wurde diese Betriebsform in den 1930er Jahren aufgegeben. In den 1970er Jahren schieden die Nord-Sud-Züge zugunsten der Sprague-Thomson-Regelbauart aus, 1977 kamen dann moderne Züge der Baureihe MF 67 auf die Strecke.